# بوسكا
بوسكا (بالبلغارية: Попска)‏ قرية تقع إدارياً ضمن Sevlievo ‏ في بلغاريا. ويبلغ عدد سكانها 26 نسمة حسب تعداد 15 مارس 2015. تعتمد بوسكا للبريد على الرمز البريدي 5466 وللاتصالات على رمز الاتصال الهاتفي المحلي 067305.